# Дурґа-Пуджа

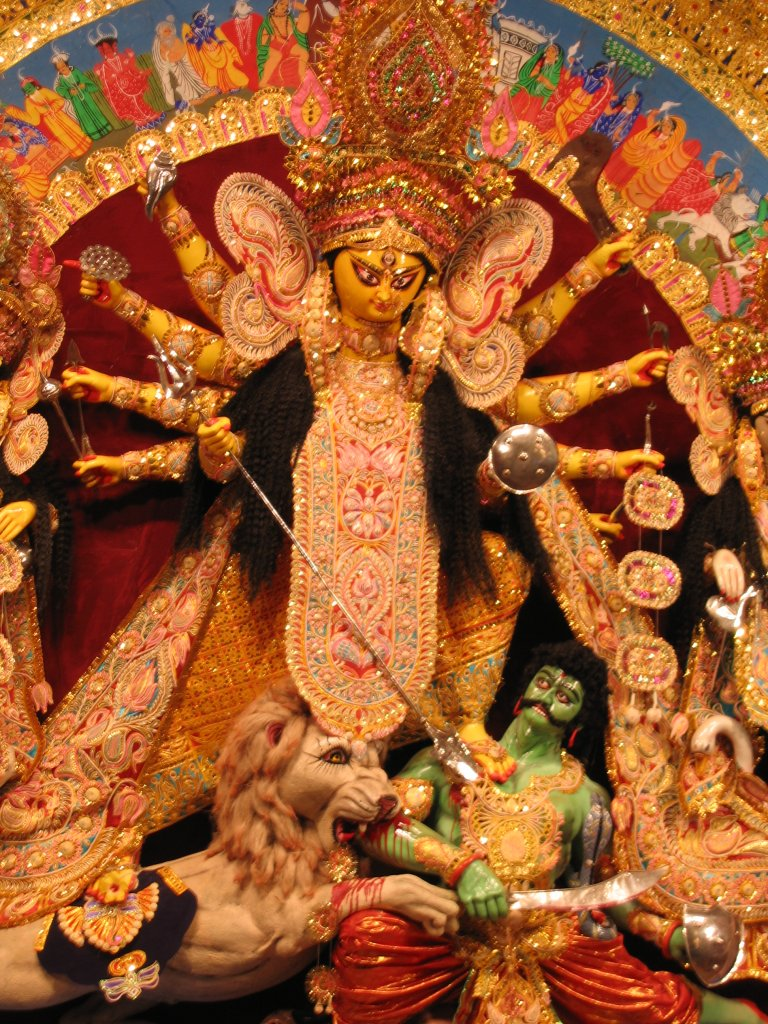
Зображення Дурґи на площі Маддока, Колката

Дурґа-Пуджа (бенг. দুর্গা পূজা, Durga Puja — «поклоніння Дурґа») або Дурґоцаб (бенг. দুর্গোৎসব, Durgotsab — «фестиваль Дурґи») — щорічний індуїстський фестиваль бенгальського походження, присвячений богині Дурґа.
Зараз Дурґа-Пуджа широко святкується в Західному Бенгалі, Ассамі, Біхарі, Оріссі і Трипурі. В меншій мірі поширений по всій території Індії та є одним з важливих фестивалів у Непалі та Бангладеш. Фестиваль триває п'ять днів і є не тільки релігійним святом, але й важливою соціо-культурною подією. Багато бенгальських культурних організацій святкують його і далеко за межами Південної Азії, зокрема в Європі, США, Австралії та інших частинах світу.
Фестиваль виник при дворі правителей Бенгалу в Раджшахі в XVI столітті. Його значення значно зросло під час панування в Бенгалі Британської Індії. Оскільки індійські націоналісти асоціювали Дурґу з Індією, фестиваль став символом Руху за незалежність Індії. На початку XX століття Дурґа-Пуджа набула великої популярності та стала одним з найбільших фестивалів у світі. Триває 3 дні. Перший день — Навпатріка пуджа або Махасаптамі (тобто 7 день фестивалю Шардія-навратрі, тобто 7 день місяця ашвін, аманта календар), другий — Махааштамі або Маха Дургаштамі (8 день навратрі), третій — Віджаядашамі як торжество Господа Рами над демоном Раваною, а також тріумф богині Дурги над буйволоподібним демоном Махішасурою. Також відомий як Дуссехра або Дасара. У Непалі Дасара відзначається як Дашайн.
Під час Дурґа-Пуджа також проводиться поклоніння Шиві, Лакшмі, Ґанеші, Сарасваті (богиня) і Картікеї. Сучасна традиція також включає демонстрацію «пандалів» — яскраво прикрашених ідолів Дурґи, обмін вітань «біжоя» і публікацію святкових матеріалів.